# Rhyacophila lepnevae
Rhyacophila lepnevae är en nattsländeart som beskrevs av Levanidova 1977. Rhyacophila lepnevae ingår i släktet Rhyacophila och familjen rovnattsländor. Inga underarter finns listade i Catalogue of Life.